# Гоуві Тауншип (округ Армстронг, Пенсільванія)
Гоуві Тауншип (англ. Hovey Township) — селище (англ. township) в США, в окрузі Армстронг штату Пенсільванія. Населення — 74 особи (2020).

## Демографія
Згідно з переписом 2010 року, у селищі мешкало 97 осіб у 42 домогосподарствах у складі 28 родин. Було 100 помешкань
Расовий склад населення:
| - 95,9 % — білих - 1,0 % — чорних або афроамериканців |

До двох чи більше рас належало 3,1 %. Частка іспаномовних становила 0,0 % від усіх жителів.
За віковим діапазоном населення розподілялося таким чином: 12,4 % — особи молодші 18 років, 59,8 % — особи у віці 18—64 років, 27,8 % — особи у віці 65 років та старші. Медіана віку мешканця становила 51,9 року. На 100 осіб жіночої статі у селищі припадало 125,6 чоловіків;  на 100 жінок у віці від 18 років та старших — 117,9 чоловіків також старших 18 років.
Середній дохід на одне домашнє господарство  становив 48 314 долари США (медіана — 36 250), а середній дохід на одну сім'ю — 65 256 доларів (медіана — 66 250). За межею бідності перебувало 20,4 % осіб, у тому числі 100,0 % дітей у віці до 18 років та 4,2 % осіб у віці 65 років та старших.
Цивільне працевлаштоване населення становило 20 осіб. Основні галузі зайнятості: роздрібна торгівля — 20,0 %, мистецтво, розваги та відпочинок — 15,0 %, освіта, охорона здоров'я та соціальна допомога — 15,0 %.